# Nocek wschodni
Nocek wschodni, nocek ostrouchy, nocek ostrouszny (Myotis blythii) – gatunek ssaka z podrodziny nocków (Myotinae) w obrębie rodziny mroczkowatych (Vespertilionidae).

## Taksonomia
Gatunek po raz pierwszy zgodnie z zasadami nazewnictwa binominalnego opisał w 1857 roku brytyjski zoolog Robert Fisher Tomes nadając mu nazwę Vespertilio Blythii. Holotyp pochodził z Nasirabad, w Indiach. 
Myotis blythii należy do podrodzaju Myotis i grupy gatunkowej myotis. Rozróżnienie taksonomiczne pomiędzy M. blythii, M. myotis i M. punicus są trudne do rozróżnienia i były one grupowane jako M. myotis lub uznawane jako dwa gatunki: M. myotis i M. blythii (z M. punicus jako podgatunkiem). Często rozpoznaje się sześć podgatunków M. blythii (blythii, ancilla, lesviacus, omari, oxygnathus i risorius), ale potrzeba więcej badań, aby wyjaśnić ich rozróżnienie – być może kilka z nich to odrębne gatunki. Autorzy Illustrated Checklist of the Mammals of the World uznają ten gatunek za monotypowy. 

### Etymologia
- Myotis: gr. μυς mus, μυός muos „mysz”; ους ous, ωτος ōtos „ucho”[17].
- blythii: Edward Blyth (1810–1873), angielski zoolog, kurator Museum of the Asiatic Society of Bengal w Kolkacie w latach 1841–1862, kolekcjoner[18].

## Zasięg występowania
Nocek wschodni występuje w południowo-środkowej i południowej Europie (w tym Sycylia, Cypr, Kreta i mniejsze wyspy śródziemnomorskie), południowo-zachodniej Azji od Azji Mniejszej, obszaru Kaukazu, Palestyny i północnej Jordanii do Kaszmiru, Ałtaju, Nepalu, północnych Indii oraz północnej i środkowej Chińskiej Republiki Ludowej.

## Morfologia
Długość ciała (bez ogona) 54–76 mm, długość ogona 59 mm, długość ucha 21–24,3 mm, długość tylnej stopy 11–15 mm, długość przedramienia 50,5–62,1 mm; masa ciała 19–29,5 g. Morfologicznie bardzo podobny do nocka dużego, lecz nieznacznie od niego mniejszy. Krótszy pysk, ogon dłuższy, i krótsze wąskie uszy. Wzór zębowy: I {\displaystyle {\tfrac {2}{3}}} C {\displaystyle {\tfrac {1}{1}}} P {\displaystyle {\tfrac {3}{3}}} M {\displaystyle {\tfrac {3}{3}}} = 38. Kariotyp wynosi 2n = 44 i FNa = 50 (Turcja) lub 52 (Grecja).

## Ekologia

### Biotop
Zamieszkuje głównie w osiedlach ludzkich, latem kryjąc się na dużych strychach, wieżach kościelnych i w innych budowlach. Zimuje w piwnicach, opuszczonych kopalniach, w jaskiniach. Wybiera miejsca, gdzie temperatura nie spada w zimie powyżej kilku stopni Celsjusza. Sen zimowy trwa od września (lub października, gdy jesień jest ciepła) do kwietnia. Na południu Europy podziemia są wykorzystywane również jako kryjówki letnie. Miejscami żerowania nocka wschodniego są najczęściej łąki i murawy z wysoką trawą, jak również inne tereny otwarte.

### Tryb życia
Często tworzy kolonie (niekiedy wspólnie z nockiem dużym), przy czym zwykle są to kolonie samic, samce żyją samotnie. Żywi się owadami, głównie prostoskrzydłymi z rodziny pasikonikowatych, które zbiera ze źdźbeł traw, oraz liści i pędów innych roślin zielnych. Na polowanie wylatuje nocą, po zapadnięciu ciemności. Polując lata wolno i dosyć nisko, najczęściej nad łąkami i murawami.

### Rozród
Samica rodzi 1 młode, po ciąży trwającej około 5-6 tygodni. Rodzi się one ślepe.

## Ochrona
W Czerwonej księdze gatunków zagrożonych Międzynarodowej Unii Ochrony Przyrody i Jej Zasobów został zaliczony do kategorii LC (ang. Least Concern „najmniejszej troski”). W Polsce jest objęty ścisłą ochroną gatunkową oraz wymagający ochrony czynnej, dodatkowo obowiązuje zakaz fotografowania, filmowania lub obserwacji, mogących powodować płoszenie lub niepokojenie.